# Liste der Straßennamen von Breitenthal (Schwaben)
Die Liste der Straßennamen von Breitenthal listet alle Straßennamen von Breitenthal und den Ortsteilen Nattenhausen, Oberried und dem Glaserhof auf.

## Liste geordnet nach den Orten
In dieser Liste werden die Straßennamen den einzelnen Orten zugeordnet und kurz erklärt.

### Breitenthal
| Straßenname             | |
| ----------------------- | --- |
| Am Dorfacker            | |
| Am Froschacker          | |
| Am Kirchenweg           | benannt nach der Kirche von Breitenthal |
| Am Kirchplatz           | benannt nach der Kirche von Breitenthal |
| Am Krautgarten          | benannt nach den Gärten, die sich hier in früherer Zeit befanden (Krautgarten bedeutet Gemüsegarten)                                                                                              |
| Am Wäldle               | benannt nach dem kleinen Wäldchen, in dem die Sankt-Urbans-Kapelle steht |
| Beberfeld               | benannt nach dem Flurnamen |
| Brühlgasse              | benannt nach den feuchten Wiesen im Günztal (Brühl bedeutet feuchte sumpfige Wiese) |
| Dossenberger Straße     | benannt nach dem Barockbaumeister Joseph Dossenberger, dem der Bau der Pfarrkirche von Breitenthal oft zugeschrieben wird                                                                         |
| Glaserhofweg            | benannt nach dem Glaserhof, einem ehemaligen Gutshof des Klosters Roggenburg, zu dem die Verlängerung des Weges führt                                                                             |
| Haldenberg              | benannt nach dem Ort, an dem in früherer Zeit der Abfall des Dorfes entsorgt wurde |
| Hintere Dorfstraße      | erschließt den Teil des Dorfes nördlich der „Neuen Straße“ |
| Ingstetter Straße       | benannt nach dem Dorf Ingstetten, in das die Verlängerung dieser Straße führt |
| Kapellenweg             | benannt nach der nördlich des Dorfes gelegenen Sankt-Urbans-Kapelle |
| Klosteracker            | vermutlich benannt nach den Äckern, die dem Kloster Roggenburg gehörten (Breitenthal gehörte vor der Säkularisationlange Zeit zum Herrschaftsbereich des reichsunmittelbaren Klosters Roggenburg) |
| Mühlenweg               | benannt nach der ehemaligen Mühle von Breitenthal, dem heutigen Wasserkraftwerk an der Günz |
| Neue Straße             | Hauptstraße des Dorfes (Staatsstraße 2018) |
| Oberrieder Straße       | benannt nach dem Nachbardorf Oberried, in das die Verlängerung dieser Straße führt |
| Oberrieder Weiherstraße | benannt nach dem Naherholungsgebiet Oberrieder Weiher, zu dem die Straße führt |
| Quergasse               | verbindet die „Brühlgasse“ mit dem Kapellenweg |
| Sankt-Urbans-Weg        | benannt nach dem Hl. Urban, Patron der nördlich des Ortes gelegenen Sankt-Urbans-Kapelle |
| Steinbach               | benannt nach dem Flurnamen und dem Steinbachgraben |
| Untere Dorfstraße       | führt von dem Riedel, auf dem der alte Dorfkern liegt ins Günztal |
| Vordere Dorfstraße      | erschließt den alten Dorfkern südlich der „Neuen Straße“ |

### Nattenhausen
| Straßenname        | |
| ------------------ | --- |
| Altbachweg         | benannt nach Bach am südlichen Ortsende                                                              |
| Am Bächle          | benannt nach dem Buchgraben                                                                          |
| An der Hasel       | benannt nach dem Flüsschen Hasel, das am Ort vorbeifließt                                            |
| Bergstraße         | benannt nach dem Berg bzw. Hang, auf den sich das Dorf am südöstlichen Dorfende erstreckt            |
| Brunnenstraße      | benannt nach dem Trinkwasserbrunnen von Nattenhausen                                                 |
| Burgberg           | benannt nach dem Burgberg, auf dem ein mittelalterlicher Burgstall zu erkennen ist                   |
| Grasiger Weg       | |
| Hauptstraße        | Hauptstraße des Dorfes (Staatsstraße St 2018)                                                        |
| Krautgartenweg     | benannt nach den Gärten, die sich hier in früherer Zeit befanden (Krautgarten bedeutet Gemüsegarten) |
| Oberdorfer Straße  | Straße die den Teil des Dorfes südlich der Hauptstraße erschließt                                    |
| Siedlungsstraße    | |
| Unterdorfer Straße | Straße die den Teil des Dorfes nördlich der Hauptstraße erschließt                                   |

### Oberried
| Straßenname         |                                                                                        |
| ------------------- | -------------------------------------------------------------------------------------- |
| An der Gurgel       |                                                                                        |
| An der Schafweide   |                                                                                        |
| Karlinger Weg       |                                                                                        |
| Tafertshofer Straße | benannt nach dem Nachbardorf Tafertshofen, in das die Verlängerung dieser Straße führt |

### Glaserhof
| Straßenname |                              |
| ----------- | ---------------------------- |
| Glaserhof   | Häuser haben nur Hausnummern |

## Alphabetische Liste
In Klammern ist der Ort angegeben, in dem die Straße ist.
| - Altbachweg (Nattenhausen) - Am Bächle (Nattenhausen) - Am Dorfacker (Breitenthal) - Am Froschacker (Breitenthal) - Am Kirchenweg (Breitenthal) - Am Kirchplatz (Breitenthal) - Am Krautgarten (Breitenthal) - Am Wäldle (Breitenthal) - An der Gurgel (Oberried) - An der Hasel (Nattenhausen) - An der Schafweide (Oberried) - Beberfeld (Breitenthal) - Bergstraße (Nattenhausen) - Brühlgasse (Breitenthal) - Brunnenstraße (Nattenhausen) - Burgberg (Nattenhausen) - Dossenberger Straße (Breitenthal) - Glaserhof (Glaserhof) - Glaserhofweg (Breitenthal) - Grasiger Weg (Nattenhausen) - Haldenberg (Breitenthal) - Hauptstraße (Nattenhausen) - Hintere Dorfstraße (Breitenthal) | - Ingstetter Straße (Breitenthal) - Kapellenweg (Breitenthal) - Karlinger Weg (Oberried) - Klosteracker (Breitenthal) - Krautgartenweg (Nattenhausen) - Mühlenweg (Breitenthal) - Neue Straße (Breitenthal) - Oberdorfer Straße (Nattenhausen) - Oberrieder Straße (Breitenthal) - Oberrieder Weiherstraße (Breitenthal) - Quergasse (Breitenthal) - Sankt-Urbans-Weg (Breitenthal) - Siedlungsstraße (Nattenhausen) - Steinbach (Breitenthal) - Tafertshofer Straße (Oberried) - Unterdorfer Straße (Nattenhausen) - Untere Dorfstraße (Breitenthal) - Vordere Dorfstraße (Breitenthal) |

| ↑ Zurück zum Inhaltsverzeichnis |